# Poligny (Poligny)
Poligny ist eine ehemalige französische Gemeinde mit 4007 Einwohnern (Stand: 1. Januar 2022) im Département Jura in der Region Bourgogne-Franche-Comté. Sie gehörte zum Arrondissement Dole. Die Bewohner werden Polinois und Polinoises genannt.
Poligny erhielt 2024 die Auszeichnung „Zwei Blumen“, die vom Conseil national des villes et villages fleuris (CNVVF) im Rahmen des jährlichen Wettbewerbs der blumengeschmückten Städte und Dörfer verliehen wird.
Der am Jurafuß gelegene Ort mit spätmittelalterlichem Stadtkern ist ein Zentrum des Weinbaus und der Milchverarbeitung.
Der Erlass des Präfekten vom 4. Dezember 2024 legte mit Wirkung zum 1. Januar 2025 die Eingliederung von Poligny als Commune déléguée zusammen mit der früheren Gemeinde Vaux-sur-Poligny zur gleichnamigen Commune nouvelle Poligny fest.

## Geografie

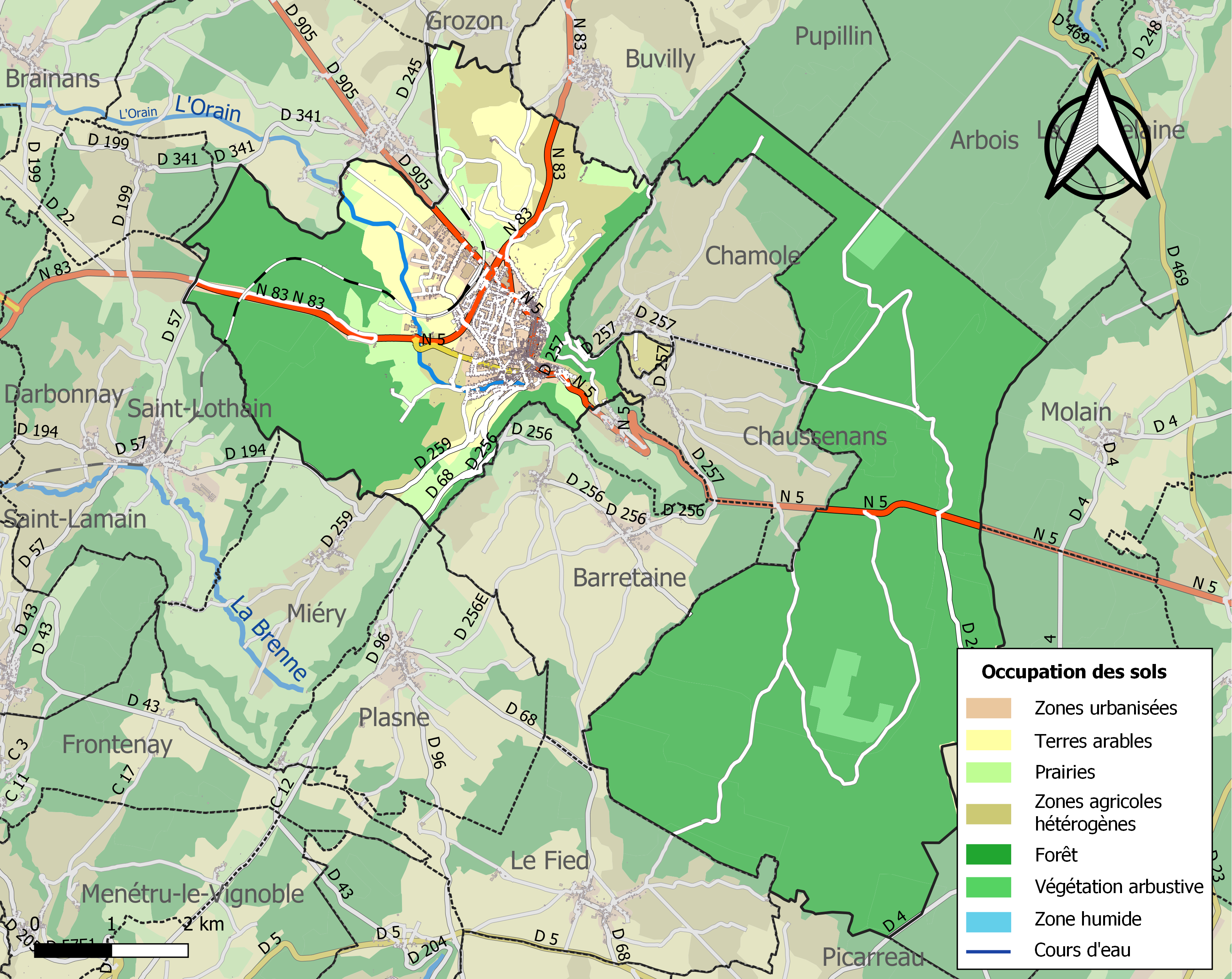
Bodennutzung, Hydrografie und Infrastruktur von Poligny (2018)

Poligny liegt etwa 21 Kilometer nordöstlich von Lons-le-Saunier und etwa 33 Kilometer südsüdöstlich von Dole in der historischen Provinz der Franche-Comté. Der Ort erstreckt sich am westlichen Rand des Jura-Gebirges, am Rand des Flachlands von Dole, am unteren Eingang in den Talkessel von Vaux (Culée de Vaux), der in den westlichen Teil des Plateau Lédonien (erstes Juraplateau) eingeschnitten ist. Überragt wird Poligny von zwei markanten Felsvorsprüngen am Rand des Plateaus, dem Croix du Dan (mit Eisenkreuz) im Süden und dem Roche du Pénitent im Osten. Das Zentrum liegt auf etwa 325 m Höhe.
Das Ortsgebiet umfasst einen Abschnitt am westlichen Rand des französischen Juras. Es zerfällt in zwei nur durch einen schmalen Streifen miteinander verbundene Teile, die auch naturräumlich sehr verschieden geprägt sind. Der westliche Teil mit dem Ort Poligny liegt in der Ebene von Dole. Er wird vom Orain und seinem Seitenbach Grantine durch eine weite Talniederung nach Westen zum Doubs entwässert. Im Westen befindet sich das Waldgebiet des Forêt de Vaivre. Im Bereich von Poligny reicht der Ortsboden über die meist relativ sanft geneigten Rebhänge bis an die Oberkante des bewaldeten Steilhangs, der verschiedenenorts von Kalkfelsen gekennzeichnet ist. Auch der untere Abschnitt der Culée de Vaux gehört zu Poligny.
Mit einem schmalen Streifen ist das Ortsareal über das Waldgebiet Bois de Buvilly (bis 615 m) mit dem größeren östlichen Teil verbunden. Dieser Abschnitt wird von der Hochfläche des Plateau Lédonien eingenommen, das durchschnittlich auf 580 m liegt. Er umfasst mit dem Forêt de Poligny ein großes zusammenhängendes Waldgebiet. Mit 626 m wird hier die höchste Erhebung von Poligny erreicht. Das Plateau besitzt keine oberirdischen Fließgewässer, weil das Niederschlagswasser im verkarsteten Untergrund versickert.
Zu Poligny gehören der Ortsteil Mouthier-le-Vieillard (315 m) südwestlich des Orts am Fuß des Juraplateaus gelegen sowie einige Einzelhöfe.
Teile des Gebiets von Poligny gehören gehören zum 21 Hektar großen Natura 2000-Schutzgebiet „Réseau de cavités à Minioptères de Schreibers en Franche-Comté (6 cavités)“ (FR4301351) und zu vier ZNIEFF-Naturzonen. Rund 74 % der Fläche des Orts Poligny sind bewaldet, insbesondere durch die Anteile an der Forêt domaniale de Vaives im Westen und vor allem am Waldgebiet Forêt de Poligny im Osten, rund 19 % werden landwirtschaftlich genutzt, rund 4 % entfallen auf bebaute Flächen, rund 2 % auf Industrie-, Gewerbe- und Verkehrsflächen, rund 2 % entfallen auf Gebiete mit Strauch- und/oder Kräutervegetation.
Umgeben wird Poligny von den Nachbargemeinden Tourmont, Grozon, Buvilly, Pupillin und Arbois im Norden, Molain und Besain im Osten, Picarreau, Le Fied, Barretaine, Miéry im Süden, der Commune déléguée Vaux-sur-Poligny im Süden sowie von der Nachbargemeinde Saint-Lothain im Westen. Die Gebiete der Nachbargemeinden Chamole und Chaussenans werden im Südosten teilweise umschlossen.

## Geschichte
Das Gebiet um Poligny war schon sehr früh besiedelt. Es gehörte dem keltischen Stamm der Sequaner. Aus dieser Zeit sind jedoch nur einzelne Streufunde bekannt, darunter hauptsächlich Bronzegegenstände. Ein wichtiges Zeugnis der gallorömischen Zeit wurde im 18. Jahrhundert mit den Mosaiken von Les Chambrettes du Roi entdeckt. Die Mosaiken gehörten zu einem römischen Landgut, das bei Poligny lag. Es wurden auch Spuren eines römischen Verkehrswegs gefunden.
Erstmals urkundlich erwähnt wird Poligny im Jahre 870 unter dem Namen Polemniacum, als die Erbschaft Lothars II. unter Karl dem Kahlen und Ludwig dem Deutschen aufgeteilt wurde. Die Ortschaft ging damals an Ludwig den Deutschen. Der Ortsname geht auf den gallorömischen Personennamen Polemnius zurück und bedeutet so viel wie „Landgut des Polemnius“.
Ab dem frühen 11. Jahrhundert gehörte Poligny zum Gebiet der Freigrafschaft Burgund unter Otto Wilhelm, Graf von Burgund, und seinen Nachfolgern. Über das Haus Chalon kam der Ort 1295 erstmals für einige Zeit an Frankreich. Im 13. Jahrhundert erhielt Poligny Stadtrecht. Anfang des 14. Jahrhunderts ging die Stadt zurück an die Grafen von Burgund. Unter Ludwig XI. wurden 1481 die Stadt und das oberhalb gelegene Schloss Grimont befestigt. Schwer umkämpft war Poligny 1637 und 1638 zwischen Frankreich und der Franche-Comté. Im Juni 1638 besiegte hier Herzog Karl IV. von Lothringen, der die spanischen Truppen befehligte, die französische Armee unter Herzog Longueville. Das Schloss Grimont wurde 1643 abgerissen. Zusammen mit der Franche-Comté gelangte Poligny mit dem Frieden von Nimwegen 1678 endgültig zu  Frankreich.
Als sich Frankreich im Zweiten Weltkrieg unter deutscher Besatzung befand, arbeitete der 1921 in Belfort geborene Elsässer Paul Koepfler im Fluchtnetzwerk für Juden und politisch Verfolgte nach Spanien der Gruppe von Fernand Valnet und Jean Eschbach, die Geflüchtete aus dem Elsass über die Demarkationslinien brachte. Valnet war ab Herbst 1940 in Poligny aktiv. Am 3. März 1941 wurde er von den Deutschen verhaftet. In Besançon gefoltert und zum Tode verurteilt, beging er einen Selbstmordversuch, worauf die Ärzte ihn für tot erklärten und er fliehen konnte. Nach Pflege in Poligny und Lyon nahm er seine Arbeit wieder auf. Er wurde verraten und am 31. März 1943 vor dem Rathaus von Poligny erschossen. Am Tag seiner Beerdigung ließen die Einwohner des Ortes jede Tätigkeit demonstrativ ruhen. Eine große Zahl von Menschen folgte seinem Sarg auf den Friedhof. Am 17. April 1944 führten die deutschen Besatzer in Poligny eine große Verhaftungswelle gegen den Widerstand durch. Auch Valnet wurde verraten und am 22. Juni 1944 verhaftet, misshandelt und anschließend deportiert. Es wird vermutet, dass er im KZ Neuengamme den Tod gefunden hat.

## Bevölkerung
| Jahr                       | 1962 | 1968 | 1975 | 1982 | 1990 | 1999 | 2006 | 2013 | 2020 |
| -------------------------- | ---- | ---- | ---- | ---- | ---- | ---- | ---- | ---- | ---- |
| Einwohner                  | 3869 | 4070 | 4312 | 4655 | 4714 | 4511 | 4318 | 4152 | 4013 |
| Quellen: Cassini und INSEE |      |      |      |      |      |      |      |      |      |

Seit alters her war Poligny eine wichtige Handelsstadt am Jurafuß und zählte rund 5000 Einwohner. Der bisherige Höchststand wurde Mitte der 1830er Jahre mit ungefähr 6500 Einwohnern erreicht. Danach nahm die Bedeutung Polignys ab, weil es nur wenig von der Industrialisierung profitierte und sich die Industrie auf Lons-le-Saunier und Dole konzentrierte. Dies spiegelt sich in einer langsamen, aber kontinuierlichen Bevölkerungsabnahme in der zweiten Hälfte des 19. Jahrhunderts wider, die sich während des Ersten Weltkriegs noch verstärkte. Bis Ende der 1960er Jahre pendelte die Einwohnerzahl im Bereich zwischen 3500 und 4000 Personen. Darauf folgte ein stetiges Wachstum. Seit 1990 wird jedoch wieder ein Bevölkerungsrückgang verzeichnet.

## Religion
In Poligny besteht eine katholische Kirchengemeinde, die zur Pfarrei La Croix du Dan im Dekanat Poligny des Bistums Saint-Claude gehört.

## Sehenswürdigkeiten

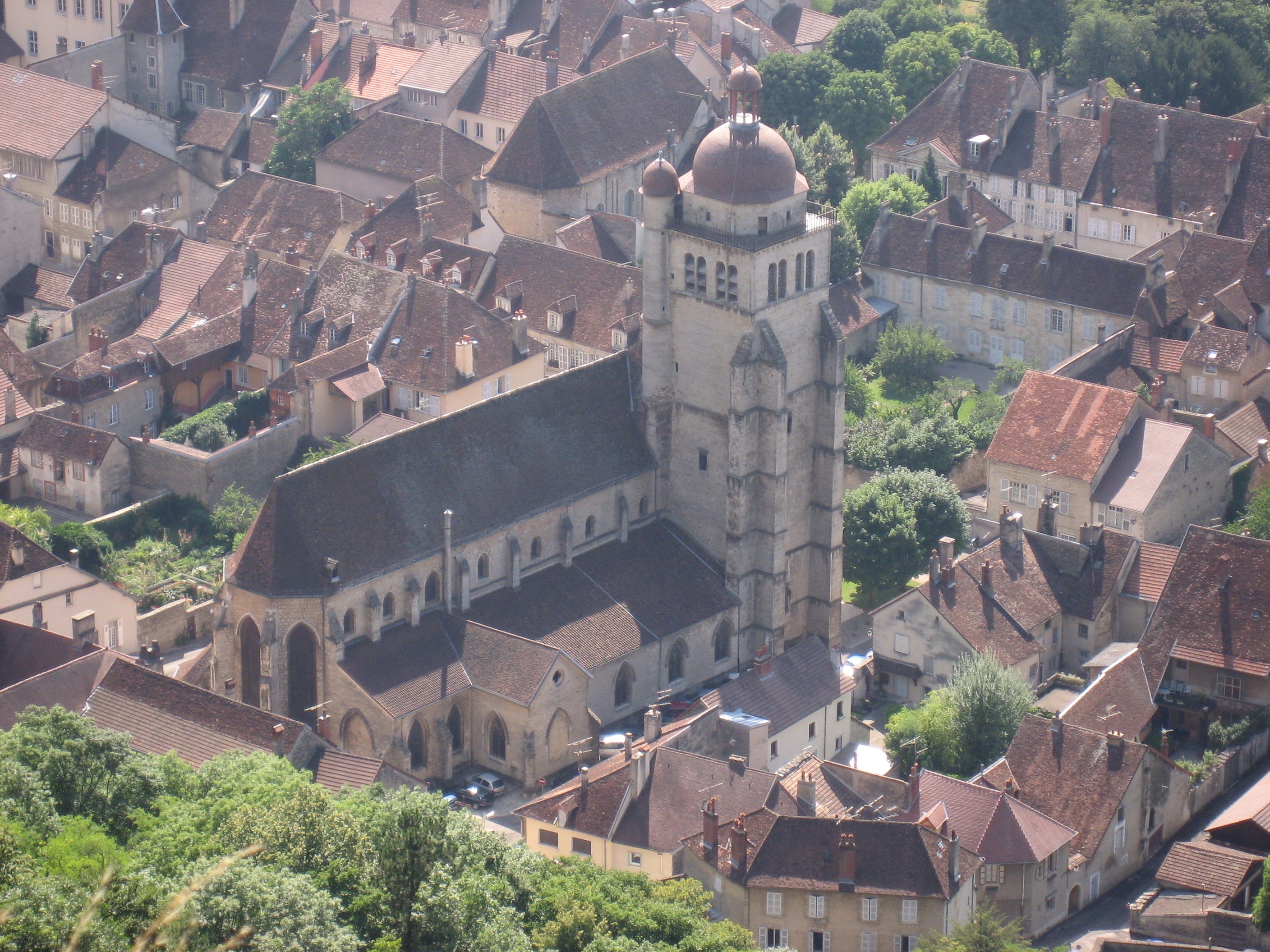
Kollegiatkirche Saint-Hippolyte, wo 1763 Anne Madeleine Frisching, die Ehefrau von Franz Rudolf Frisching, im Kindsbett starb.

Bis heute hat Poligny sein spätmittelalterliches Gepräge mit alten Bürgerhäusern und verschiedenen Kirchen, Kapellen und ehemaligen Klosterbauten bewahrt. Mit dem Bau der gotischen Kollegiatkirche Saint-Hippolyte wurde im Jahr 1415 begonnen. Sie besitzt ein reich skulptiertes Portal und eine bemerkenswerte Ausstattung mit zahlreichen Statuen aus dem 15. und 16. Jahrhundert und bedeutenden Goldschmiedearbeiten. Das ehemalige Jakobinerkloster wurde 1271 gegründet. Es beherbergt heute eine Schule, und die im 13. Jahrhundert erbaute gotische Jakobinerkirche mit Renaissanceportal gehört der Coopérative Viticole de Poligny, während der Kreuzgang in den 1950er Jahren abgerissen wurde. Das zu Beginn des 17. Jahrhunderts gegründete Ursulinenkloster wurde im Zuge der Französischen Revolution aufgehoben und die Kirche Anfang des 19. Jahrhunderts ebenfalls abgerissen. Erhalten sind der Kreuzgang und die Konventgebäude, die heute teils als Ateliers, teils auch als Wohngebäude dienen. Im Jahr 1415 wurde auch das Klarissenkloster gegründet. Die 1793 zerstörte Kapelle wurde 1938 wieder aufgebaut und ist mit verschiedenen Werken aus der alten Klosterkirche (darunter eine Christusstatue im byzantinischen Stil) ausgestattet. Zwei weitere Kapellen stammen aus dem 16. respektive dem 18. Jahrhundert. Außerhalb der ehemaligen Stadtmauern steht die Kirche von Mouthier-le-Vieillard. Sie wurde im 11. Jahrhundert im romanischen Stil an der Stelle einer vermutlich frühchristlichen Kapelle erbaut und besitzt einen Glockenturm aus dem 12. Jahrhundert. Die Kirche beherbergt eine reiche Ausstattung, darunter zahlreiche bedeutende Statuen aus der Erbauungszeit, eine bemalte Christusstatue aus Holz (14. Jahrhundert) und ein Altarretabel (1534) aus Alabaster.
Der alte Stadtkern zeigt zahlreiche Bürgerhäuser aus dem 16. bis 19. Jahrhundert, an der Grande-Rue zum Teil mit Renaissanceportalen versehen. Die Plätze werden durch spätmittelalterliche Brunnen (Fontaine aux Morts, Fontaine aux Poissons, Fontaine de la Place des Déportés) geschmückt. Zu den Zeugnissen der mittelalterlichen Stadtbefestigung zählen die Tour de la Sergenterie (1457 erbaut), die Tour de Paradis und verschiedene Mauerreste aus dem 15. Jahrhundert. Ebenfalls erhalten sind die Ruinen der mittelalterlichen Burg Grimont (12. Jahrhundert). Das Hôtel de Ville (Rathaus) stammt aus dem 17. Jahrhundert und wurde im 19. Jahrhundert umgebaut. Zu den großen, teils palastähnlichen Bauten aus dem 18. Jahrhundert mit Innenhöfen und Freitreppen zählen Hôtel de Lisa, Hôtel de Beaufremont und Hôtel d’Astorg. Das im 17. Jahrhundert gegründete Hospital mit Holztäfelung zeigt eine Fayence-Sammlung aus der alten Apotheke.
Poligny besitzt zwei Museen: Das Musée Municipal zeigt eine naturhistorische Sammlung und archäologische Funde der näheren Umgebung, während das Musée du Comté dem Besucher die Käseherstellung näherbringt.